# Evangelische Kirche (Obermeiser)

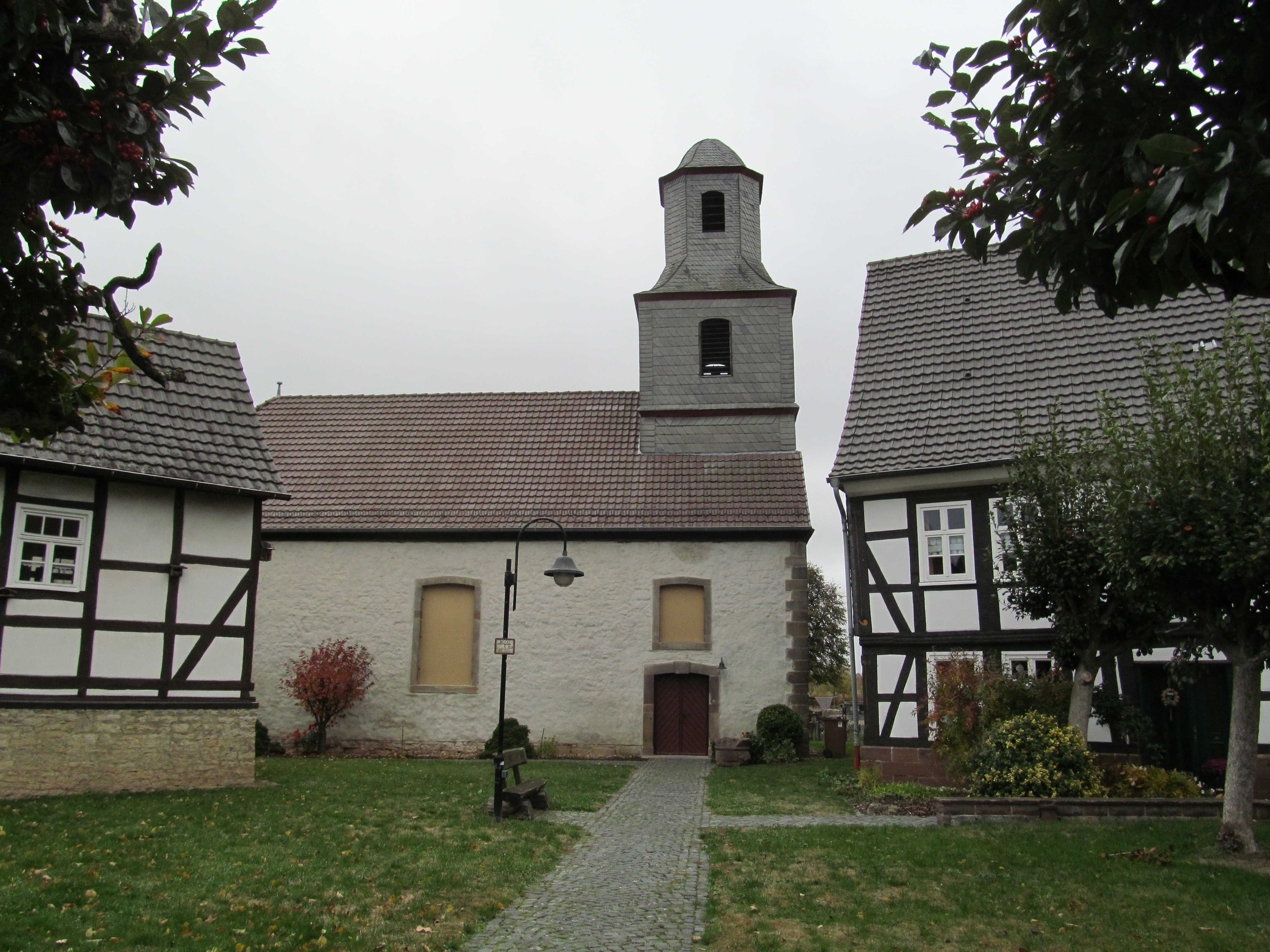
Evangelische Kirche in Obermeiser

Die evangelische Kirche Obermeiser ist ein denkmalgeschütztes Kirchengebäude in Obermeiser, einem Ortsteil der Gemeinde Calden im Landkreis Kassel in Hessen. Die Kirche gehört zur Kirchengemeinde Obermeiser-Westuffeln im Kirchenkreis Hofgeismar-Wolfhagen im Sprengel Kassel der Evangelischen Kirche von Kurhessen-Waldeck.

## Beschreibung
Eine mittelalterliche Vorgängerkirche trug im Dreißigjährigen Krieg erhebliche Brandschäden davon, die später beseitigt wurden. Die heutige barocke Saalkirche entstand 1771–73 unter Einbeziehung von Resten der im Siebenjährigen Krieg zerstörten Vorgängerkirche. Aus dem Satteldach des Kirchenschiffs erhebt sich im Westen ein quadratischer, schiefergedeckter Dachturm, auf dem ein achteckiger Aufsatz sitzt, der von einer glockenförmigen Haube bekrönt wird. Im Glockenstuhl hängen drei Kirchenglocken, die älteste ist von 1504, eine weitere ist von 1697, die jüngste ist von 1971. Der Innenraum ist mit einer Flachdecke überspannt, die von mit Stuck verzierten Vouten gerahmt wird. Eine einfache Empore auf hölzernen Stützen befindet sich im Westen, auf der im Osten, die gemauerte Pfeiler hat, steht die Orgel. In der zweiten Hälfte des 18. Jahrhunderts wurde von Johann Stephan Heeren eine Orgel gebaut, die in den 1960er Jahren von der Orgelbauwerkstatt Euler restauriert wurde. Die Kanzel und ihr Schalldeckel stammen aus dem 18. Jahrhundert.